# کوربورن
کوربورن (به آلمانی: Körborn) یک شهر در آلمان است که در Kusel واقع شده‌است. کوربورن ۳۶۱ نفر جمعیت دارد.